# Søren Johan Heiberg
Søren Johan Heiberg (født 1. juni 1810 i København, død 15. januar 1871 i Keldby på Møn) var en dansk døvstummelærer og præst. Han var far til Peter Wilken Heiberg.
Heiberg blev student 1827 fra det von Westenske Institut, cand. theol. 1836 og samme år knyttet til Det kongelige Døvstummeinstitut, først som lærer, fra 1839 som forstander og præst; samtidig var han præst ved Ladegården (1853-57). Han har særlig indlagt sig fortjeneste af døvstummevæsenet ved at indføre en ugentlig gudstjeneste for døvstumme og ved at få oprettet en konto for døvstummes anbringelse i håndværkslære. Hans dygtighed og selvstændighed som administrator bevirkede, at det oprindelige mellemled mellem ham og Finansministeriet, direktionen, senere ophævedes. Selv blev han 1857 medlem af Blindeinstituttets direktion. 1865 drog han til Keldby som præst. Fra 1857 til kort før sin død var han privatsekretær hos enkedronning Caroline Amalie. I 1852 blev han Ridder af Dannebrog og 1857 titulær professor. Han er begravet på Keldby Kirkegård. Der findes et litograferet portræt fra 1862 af Peter Gemzøe.